# رود کامه
رود کامه  رودی است که از اودمورتیا سرچشمه می‌گیرد و به Kuybyshev Reservoir می‌ریزد.این رود از کشور روسیه می‌گذرد. طول آن ۱٬۸۰۵ کیلومتر (۱٬۱۲۲ مایل)، ارتفاع آن ۳۶۰ متر (۱٬۱۸۰ فوت) است.

## نگارخانه

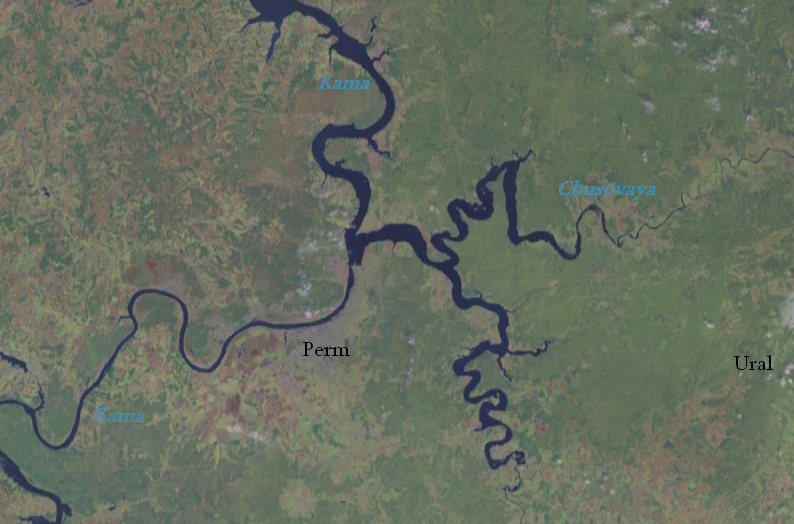
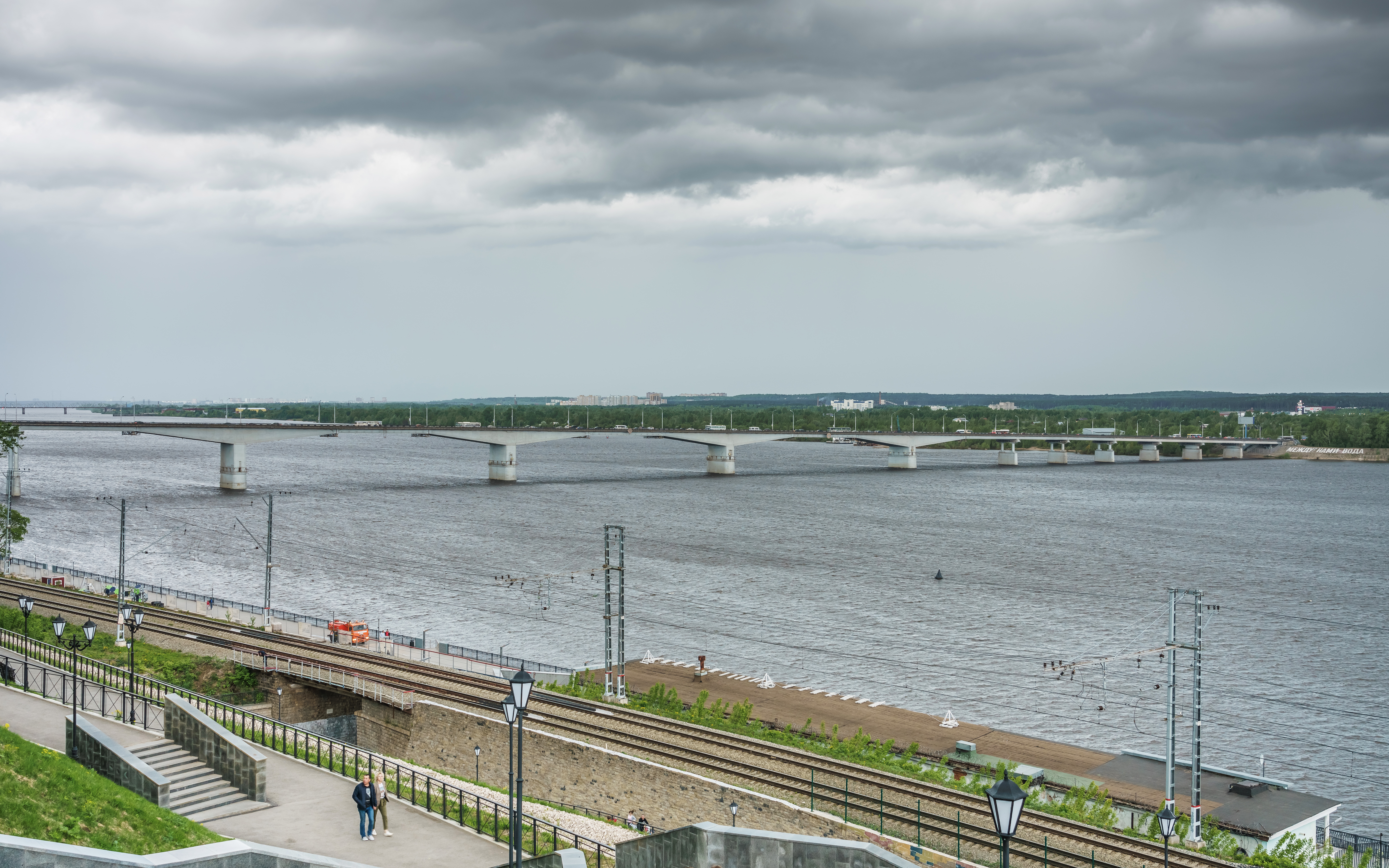
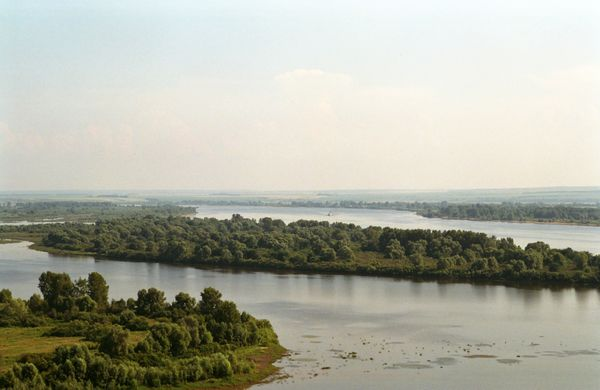
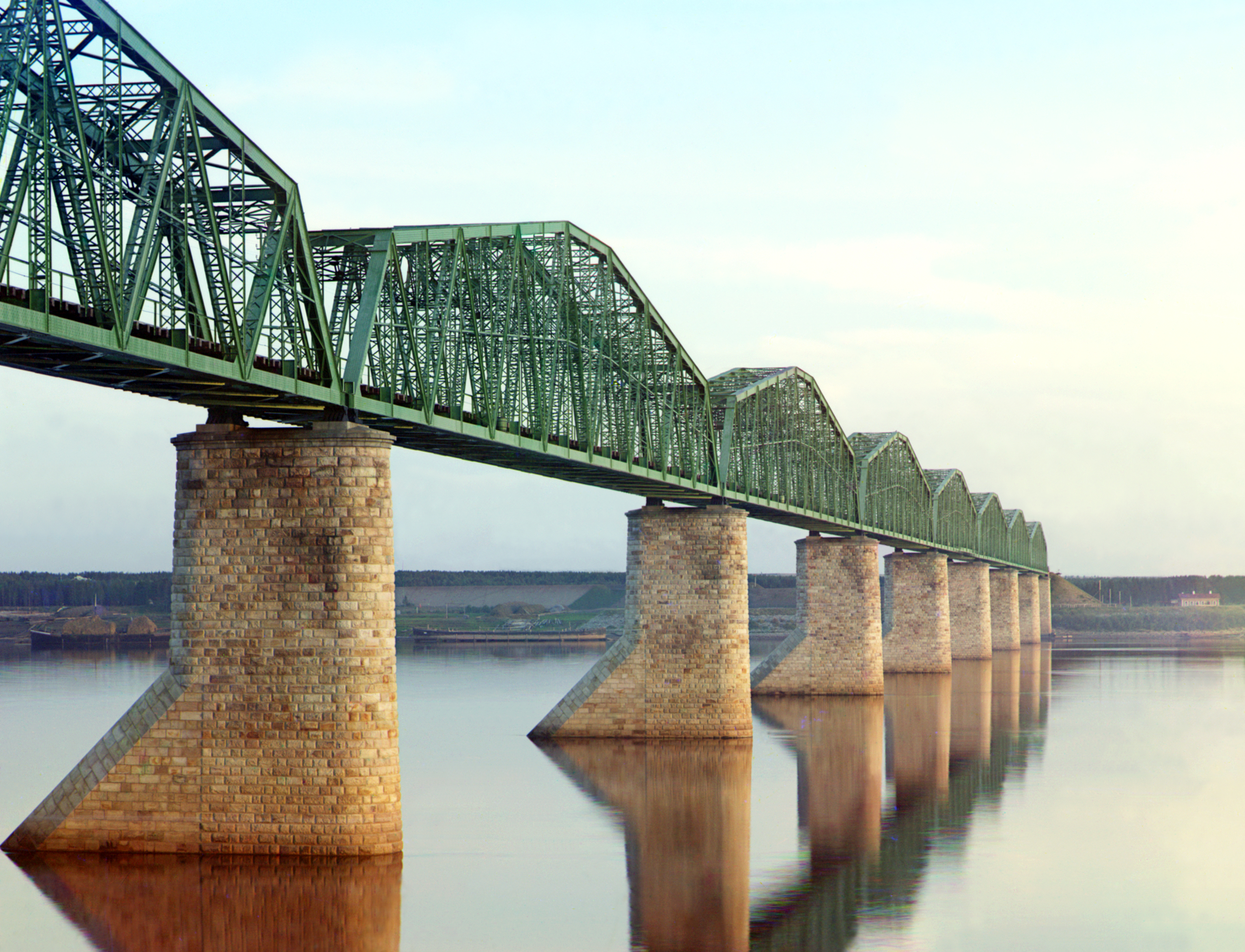